# Freeware
Freeware – licencja oprogramowania umożliwiająca bezpłatne rozprowadzanie aplikacji bez ujawnienia kodu źródłowego. Czasami licencja freeware zawiera dodatkowe ograniczenia (np. część freeware jest całkowicie darmowa jedynie do użytku domowego).
Twórcą terminu jest Andrew Fluegelman.
Programy na licencji freeware mogą być nieodpłatnie wykorzystywane, jednak zabrania się czerpania korzyści finansowych z ich dystrybucji przez osoby trzecie. Licencja nie dotyczy dystrybucji produktów (dokumentów, grafiki, innych programów itd.) stworzonych przy użyciu programów na licencji freeware, więc nie ogranicza możliwości ani nie narzuca konieczności pobierania opłat za wytworzone produkty.
Termin freeware funkcjonuje również jako określenie oprogramowania objętego tą licencją.
Programy korzystające z tej licencji, to między innymi:
- Microsoft Teams

- Scratch

- Sklep Google Play

- μTorrent

- Adobe Reader

- CCleaner

- Google Chrome

- Zoom